# 巴塞爾治理研究所
巴塞爾治理研究所（英語：Basel Institute on Governance）是一個獨立的國際型非營利組織，致力於預防和打擊贪污和其他金融犯罪，並加強全球治理。該組織由馬克·皮思教授於2003年在瑞士的巴塞爾成立。它在秘魯利馬設有拉丁美洲區域辦事處，並在幾個國家，特別是東部和南部非洲設有外地工作人員。而巴塞爾研究所是巴塞尔大学的一個聯合研究所。